# Unterbreizbach
Unterbreizbach är en kommun och ort i Wartburgkreis i förbundslandet Thüringen i Tyskland.